# Glasfelderkopf
Der Glasfelderkopf ist ein 2270 m hoher Berg in den Allgäuer Alpen. Er ist der südlichste Gipfel in dem nach dem Rauhhorn benannten Gebirgszug und ist von der südöstlich liegenden Kesselspitz durch die Bockkarscharte getrennt. Nach Westen fällt der Glasfelderkopf mit einer steilen, sehr glatten Flanke in das Bärgündletal ab.
Auf den Glasfelderkopf führt kein markierter Weg. Er kann entweder von der Bockkarscharte (I) oder der Lärchwand (II) erreicht werden. Beide Anstiege erfordern Trittsicherheit und Bergerfahrung.

## Weblinks

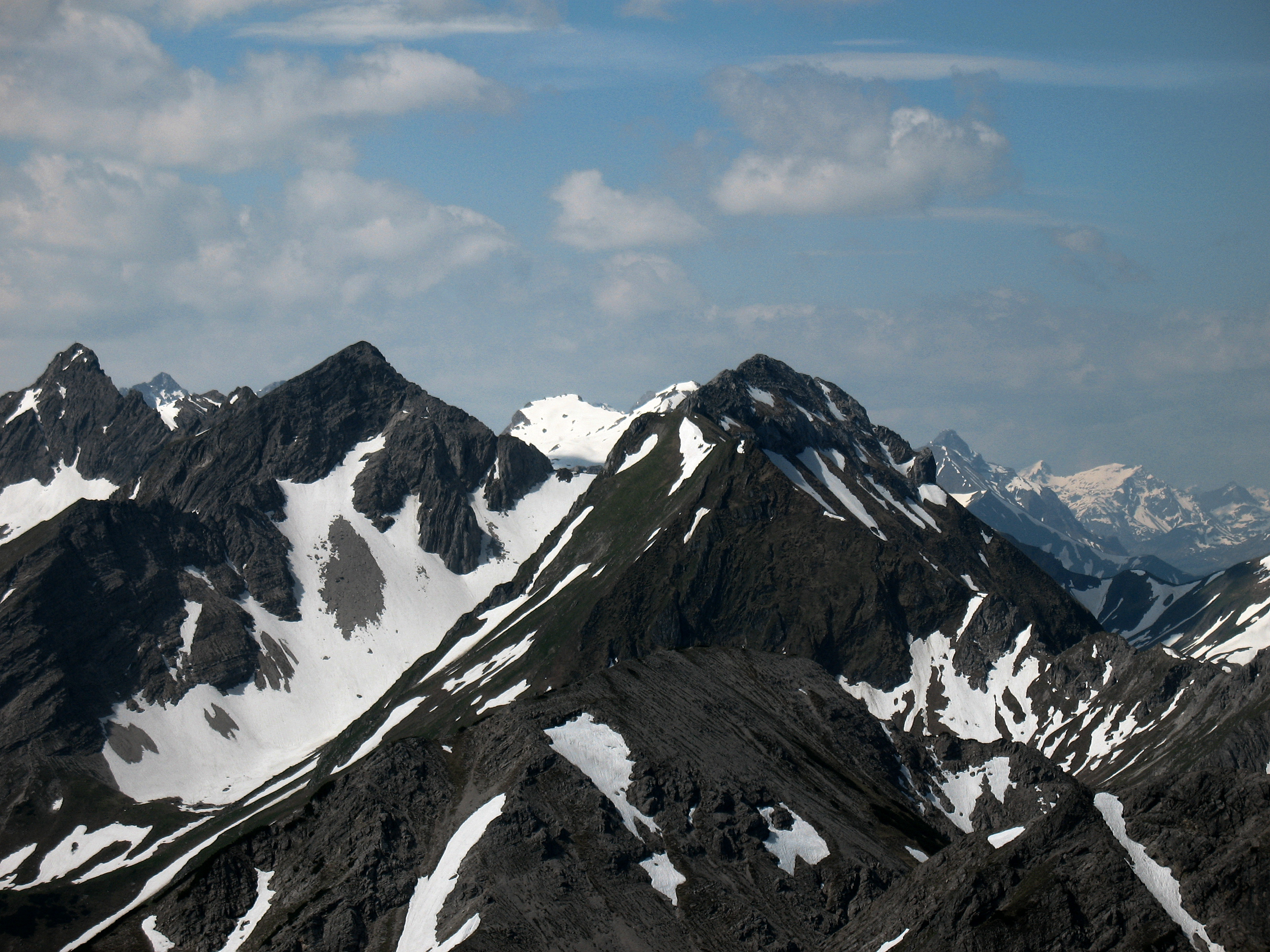
Fuchskarspitze, Kesselspitze und Glasfelderkopf mit Lärchwand